# Synkope
För andra betydelser, se Synkope (olika betydelser).
Synkope inom språkvetenskap innebär att en (obetonad) vokal i ett ord försvinner (inte initialt eller finalt).
*norðrvegi > *norvegi > noregi > norge
Den vokal som här synkoperats är den andra vokalen i ordet noregi.
Exempel från modern svenska är "nån" och "sånt" i stället för "någon" och "sådant".
Jämför apokope, förlusten av obetonat ljud i slutställning.